# ديفيد كيمبتون
ديفيد كيمبتون هو سياسي أسترالي، ولد في 1956. نشط حزبياً في الحزب الوطني الليبرالي في كوينزلاند. في 2012 Queensland state election ‏، انتخب عضو المجلس التشريعي لولاية كوينزلاند ‏ عن دائرة Electoral district of Cook ‏ (24 مارس 2012 – 31 يناير 2015).